# Sparone
Sparone (piemontesisch Sparon, frankoprovenzalisch Sparun) ist eine Gemeinde in der italienischen Metropolitanstadt Turin (TO), Region Piemont.

## Lage und Einwohner
Sparone liegt rund 60 km nördlich von Turin im Tal des Orco. Das Gemeindegebiet umfasst eine Fläche von 29 km² und hat 927 Einwohner (Stand 31. Dezember 2023). Zur Gemeinde zählen auch die Fraktionen (Frazioni) Apparè, Bisdonio, Calsazio, Feilongo, Frachiamo, Lantigliera, Nosè, Piani, Pra' Prete, Russa, Torre, Vasario und Peretti.
Die Nachbargemeinden sind Ronco Canavese, Locana, Ingria, Ribordone, Pont-Canavese, Alpette, Canischio, Pratiglione, Corio und Forno Canavese.

## Geschichte

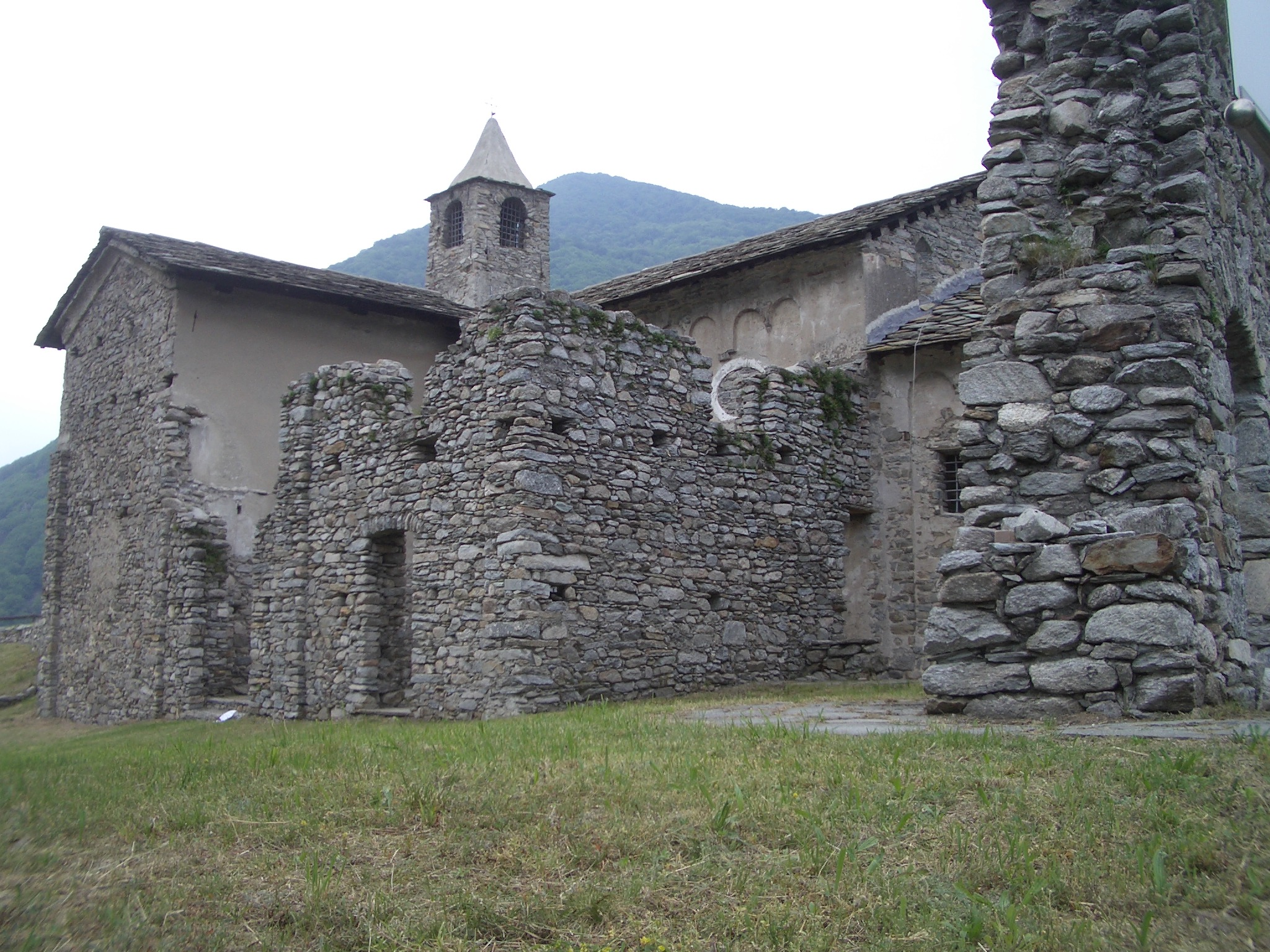
Die Kirche Santa Croce

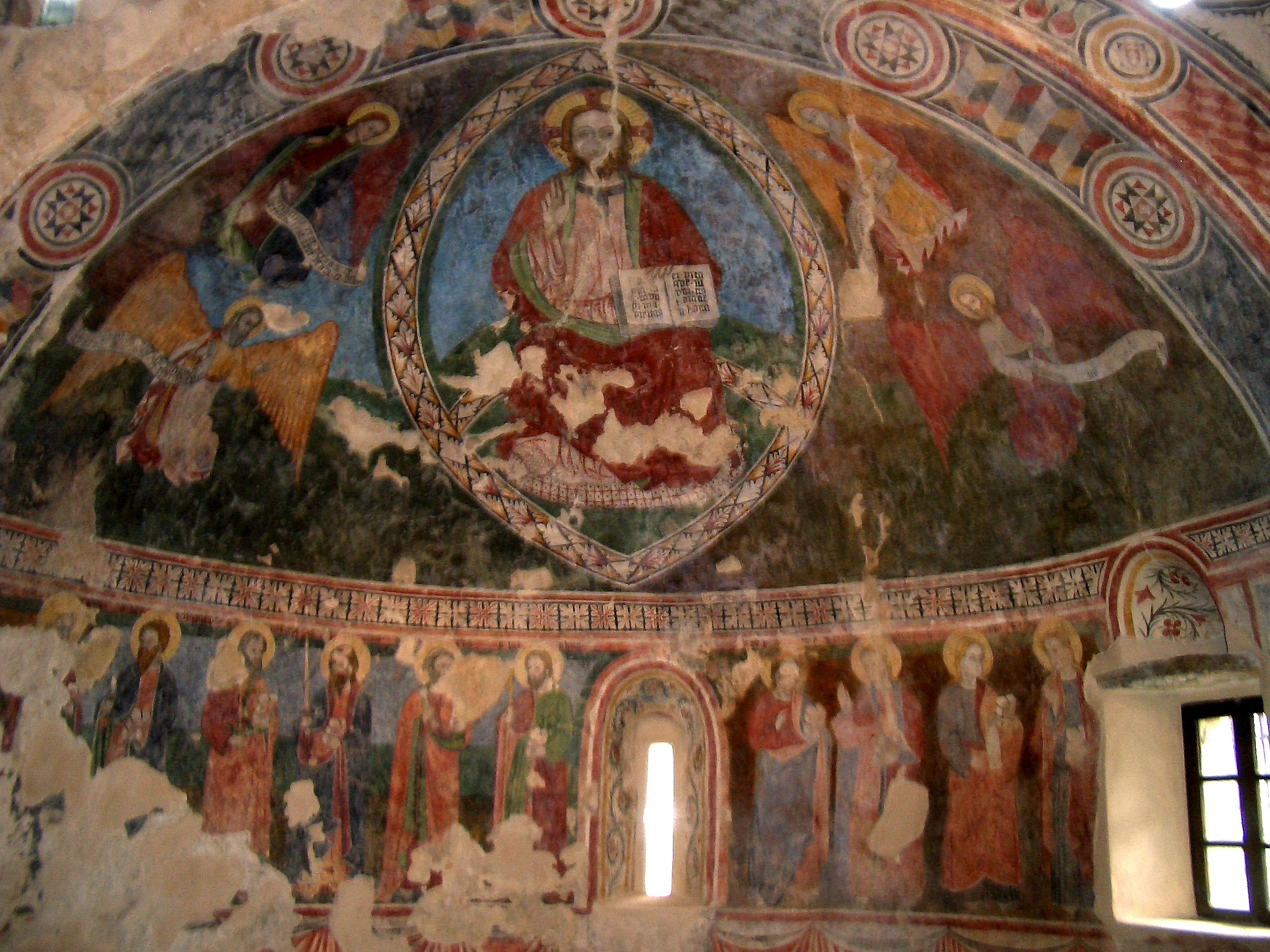
Die Fresken in der Kirche Santa Croce

Die entfernten historischen Veränderungen von Sparone sind mit dem Namen Arduino verbunden, zu dem das Dorf um das Jahr 1000 gehörte. Auf der prächtigen Festung, die mit dem Namen des ersten Königs Italiens erwähnt wurde, wurde der Wert der Sparonesi hervorgehoben, die Kaiser Heinrich II. von Deutschland zwangen, die über ein Jahr andauernde Belagerung von 1004 bis 1005 aufzuheben.
Von der alten Festung sind nur noch wenige Überreste erhalten. Sie wurde im 16. Jahrhundert nach den kriegerischen Überfällen der gegeneinander kämpfenden Franzosen und Spanier abgerissen.
Ende des 12. Jahrhunderts wurde Sparone dann ungeteiltes Lehen der Grafen von San Martino und Valperga. Im Jahr 1338 besaßen die Sparonesi die Statuten der Grafen, waren dann aber der Missbräuche und der internen Kämpfe unter den Grundbesitzern überdrüssig und beteiligten sich gegen Ende des Jahrhunderts auch an der Volksbewegung gegen die Adligen namens Tuchinaggio die in verschiedenen Canavese-Territorien entstanden waren.
In dieser Phase hatte der Marquis von Monferrato Einfluss und nahm auch Sparone in Besitz, bevor er es der Familie Savoyen übergab. Die Grafen von San Martino und Valperga kehrten in den Besitz von Sparone zurück, wie aus den Investituren von 1439 und den folgenden Jahren hervorgeht. Am 28. Juli 1577 wurden die alten Statuten in der Gemeinde wiederhergestellt und zwei Jahre später bestätigt.
Seit dem 18. Jahrhundert reisten Sparone-Handwerker, die in der Kupferverarbeitung ausgebildet waren, durch die Städte des Piemont und der Lombardei, um ihre Erfahrungen anzubieten. Während der Zeit der französischen Herrschaft gab es ein Unternehmen, das Kanonenkugeln und andere Kriegsgegenstände herstellte.
Bereits in einer Lieferung aus dem Jahr 1583 werden verschiedene Mühlen und Schmieden erwähnt, die alle entlang der sogenannten „Roggia delle Fucine“ oder „Roggia del Mulino“ liegen.
Zwei katastrophale Daten für Sparone waren der 8. Juli 1654 und der 13. August 1850, Tage, an denen verschiedene Häuser durch die verheerenden Überschwemmungen zerstört wurden, die auch den Tod mehrerer Menschen sowie die Zerstörung von Ernten und Wiesen zur Folge hatten.